# Dağdüzü, Yayladağı
Dağdüzü là một xã thuộc huyện Yayladağı, tỉnh Hatay, Thổ Nhĩ Kỳ. Dân số thời điểm năm 2011 là 1.187 người.